# Globe d'or du meilleur court métrage
Pour un article plus général, voir Globe d'or.
Le Globe d'or du meilleur court métrage est un prix décerné chaque année au meilleur court métrage italien.

## Globe d'or du meilleur court métrage
| Année | Film               | Réalisateur                 |
| ----- | ------------------ | --------------------------- |
| 2011  | Deu ci sia         | Gianluca Tarditi            |
| 2012  | La casa di Ester   | Stefano Chiodini            |
| 2013  | L'appuntamento     | Gianpiero Alicchio          |
| 2014  | Sassiwood          | Antonio Andrisani, Vito Cea |
| 2015  | Due Piedi Sinistri | Isabella Salvetti           |
| 2016  | Tra le dita        | Cristina Ki Casini          |